# Jössagyl
Jössagyl är en sjö i Karlshamns kommun i Blekinge och ingår i Bräkneån-Mieåns kustområde. Sjön är 5,1 meter djup, har en yta på 0,0403 kvadratkilometer och är belägen 103 meter över havet.